# Koksijde
Koksijde es un municipio de la región de Flandes, en la provincia de Flandes Occidental, Bélgica. Se encuentra ubicada en la costa del mar del Norte, en la zona suroeste. El 1 de enero de 2018, Koksijde tenía una población total de 21.957 habitantes. El área total es de 43.96 km², lo cual da una densidad de población de 499 habitantes por km².

## Geografía

### Secciones del municipio
El municipio comprende los antiguos municipios, que se fusionaron en 1977:
| - Koksijde - Oostduinkerke - Wulpen |

| #          | Nombre                                                  | Área | Población |
| ---------- | ------------------------------------------------------- | ---- | --------- |
| I (IV) (V) | Koksijde - Koksijde-Dorp - Koksijde-bad - Sint-Idesbald |      |           |
| II         | Oostduinkerke                                           |      |           |
| III        | Wulpen                                                  |      |           |

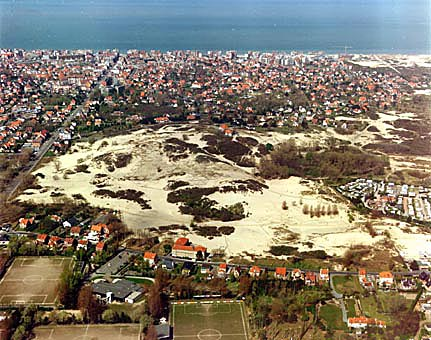
Vista aérea.

Koksijde limita con los siguientes pueblos y municipios:
| - a. Nieuwpoort (ciudad de Nieuwpoort) - b. Ramskapelle (ciudad de Nieuwpoort) - c. Booitshoeke (ciudad de Veurne) - d. Veurne (ciudad de Veurne) - e. Adinkerke (municipio de De Panne) - f. De Panne (municipio de De Panne) |

### Distribución

Koksijde y pueblos cercanos. Las zonas en amarillo son áreas urbanas.

## Demografía

### Evolución
Todos los datos históricos relativos al actual municipio, el siguiente gráfico refleja su evolución demográfica, incluyendo municipios después de efectuada la fusión el 1 de enero de 1977.
| Gráfica de evolución demográfica de Koksijde entre 1846 y 2020 |
|                                                                |

## Turismo

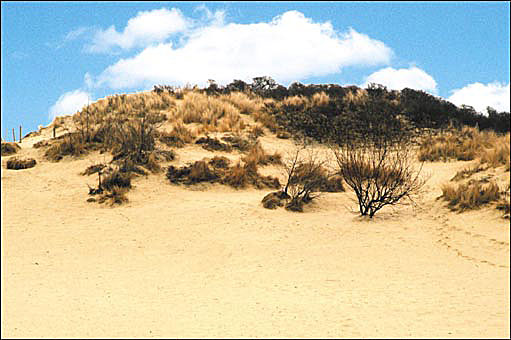
Hoge Blekker, la duna más grande de la costa de Flandes.

El museo de la histórica Abadía de Ten Duinen es un edificio moderno de importancia cultural y religiosa. Muestra en su interior la vida diario de los monjes cistercienses de la Edad Media, comenzando en el año 1107 y termina con la muerte del último monje en 1833. El lugar arqueológico ha sido restaurado y abierto al público. El ático del museo contiene una colección destacable de objetos litúrgicos de plata.
El cementerio militar británico (1940-1945).
El museo Paul Delvaux que está en la casa St-Idesbald, contiene una gran colección de pinturas de este artista belga del surrealismo.

### Turismo sostenible
En el año 2012 Koksijde recibió el premio QualityCoastde de oro por sus esfuerzos por convertirse en un destino turístico sostenible. Gracias a este premio Koksijde ha sido seleccionado para ser incluido en el atlas global del turismo sostenible, DestiNet.